# Franc Jeu (film, 1934)
Pour plus de détails, voir Fiche technique et Distribution.
Franc Jeu (Gambling Lady) est un film américain réalisé par Archie Mayo, sorti en 1934.

## Synopsis
Lady Lee, employée dans un casino, devient une joueuse professionnelle. Malgré l'univers un peu douteux du monde du jeu, Lady Lee jouit d'une réputation d'honnêteté absolue refusant toutes les propositions douteuses. Impressionné par ses qualités, le riche et jeune milliardaire Garry Madison tombe amoureux d’elle et lui demande de devenir sa femme. Mais le jeune homme va être accusé de meurtre.

## Fiche technique
- Titre : Franc Jeu
- Titre original : Gambling Lady
- Réalisation : Archie Mayo
- Scénario : Ralph Block et Doris Malloy d'après une histoire de Doris Malloy
- Production : Robert Presnell Sr. producteur associé (non crédité)
- Société de production et de distribution : Warner Bros. Pictures
- Musique : M. K. Jerome (non crédité)
- Photographie : George Barnes
- Montage : Harold McLernon
- Direction artistique : Anton Grot
- Costumes : Orry-Kelly
- Pays de production : États-Unis
- Langue : anglais
- Format : Noir et blanc - Son : Mono
- Genre : Drame
- Durée : 66 minutes
- Date de sortie :
  - États-Unis : 31 mars 1934

## Distribution
- Barbara Stanwyck : Lady Lee
- Joel McCrea : Garry Madison
- Pat O'Brien : Charlie Lang
- Claire Dodd : Sheila Aiken
- C. Aubrey Smith : Peter Madison
- Robert Barrat : Mike Lee
- Arthur Vinton : Jim Fallin
- Philip Faversham : Don Carroway
- Robert Elliott : Graves
- Willard Robertson : Procureur général

Acteurs non crédités
- Frank Austin : Membre du conseil syndical
- Leonard Carey : Majordome au club de jeu
- Albert Conti : Joueur français à la roulette
- Willie Fung : Ching, syndicaliste
- Howard C. Hickman : Juge des divorces
- Charles C. Wilson : Détective